# Miquel Pont

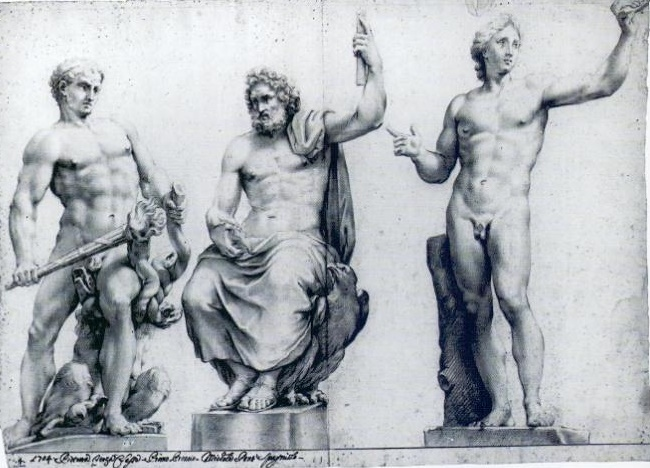
Estudios de estatuas, 1704, Roma, Academia de San Lucas. Dibujo firmado Michele Pont Spagniolo.

Miquel Pont (San Lorenzo del Cardezar, 1678-Palma de Mallorca, 1755) fue un pintor barroco español

## Biografía y obra
Nacido en la posesión familiar de Son Pont de Monseriu, en San Lorenzo del Cardezar, lugar sufragáneo de Manacor en el momento de nacer Pont, fue bautizado el 13 de mayo de 1678.
No hay datos de sus primeros pasos en la pintura y se desconoce la fecha en que pasó a Italia. Documentado en la Academia de San Lucas de Roma entre 1704 y 1706, concurrió a los premios de pintura y dibujo en los Concorsi Clementini, en los que fue galardonado en tres ocasiones por los dibujos presentados, todos ellos conservados en el Archivio Storico de l’Accademia Nazionale di San Luca. En 1704 recibió el primer premio de pintura de tercera clase por un estudio académico de tres esculturas clásicas del Palazzo Verospi (Hércules, Júpiter y Apolo); en 1705, con un dibujo sobre la fundación de Roma recibió el primer premio de dibujo de segunda clase, en el que introdujo elementos arquitectónicos clasicistas, y en 1706 segundo premio de pintura de primera clase, ex aequo con el genovés Giovanni Nicolò Pittaluga, por una Batalla entre romanos y sabinos. Un cuarto dibujo, un Rapto de Proserpina, apenas esbozado e igualmente firmado y fechado en 1706, conserva la Academia.
Instalado en Palma, al menos desde 1717, mantuvo taller abierto frente a la iglesia de San Antonio. Obras de Pont, aunque en su mayor parte no documentadas y todas destinadas a la Iglesia se encuentran en la Capilla del Santo Cristo de la iglesia parroquial de Manacor, con cuatro escenas de la Pasión (Última cena, Lavatorio de los pies, Oración del huerto y Coronación de espinas) concluidas antes de 1725, con recuerdos de Carlo Maratta, la iglesia de Santiago  y los conventos de los capuchinos y de San Felipe Neri de Palma, para el que proporcionó las pinturas del retablo mayor. Además, dos lienzos con la Adoración de los Magos y la Presentación en el Templo se guardan en la iglesia parroquial de su localidad natal, en la que trabajaba en 1754 en un lienzo de San Lorenzo para el altar mayor, no conservado.